# Vörösnyakú dögbogár
A vörösnyakú dögbogár vagy vörösnyakú temetőbogár (Oiceoptoma thoracicum) a rovarok (Insecta) osztályának a bogarak (Coleoptera) rendjébe, ezen belül a dögbogárfélék (Silphidae) családjába tartozó faj.

## Előfordulása
A vörösnyakú dögbogár egész Európában és Ázsiában megtalálható, Japánig általánosan elterjedt és gyakori.

## Megjelenése
A vörösnyakú dögbogár 1,5 centiméter hosszú. A faj jellemzője, hogy az előtor háta oldalain erősen kiszélesedett, feltűnő rozsdavörös színű és szőrös. Teste egyébként fekete. Kevés bogár van, amelyet ennyire könnyű meghatározni.

## Életmódja
A vörösnyakú dögbogarak elegyes lomberdők, kertek és parkok lakói, ahol a bogarak mohák, zuzmók között a talajon, rothadó gombákon, állatok hulláin, olykor friss ürüléken élnek. Ez a faj különösen kedveli az erdei szömörcsögöt (Phallus impudicus).